# Эталон Жире — Турнуа

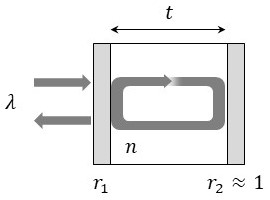
Схема эталона Gires-Tournois, когда свет падает при нормальном падении на первую отражающую пластину.

Эталон Жире — Турнуа (англ. Gires–Tournois etalon) в оптике представляет собой прозрачную пластину между двумя отражающими поверхностями, одна из которых полупрозрачна, а коэффициент отражения другой — близок к единице. Из-за многолучевой интерференции свет, падающий на эталон Жире-Турнуа, (почти) полностью отражается, но имеет эффективный фазовый сдвиг, который сильно зависит от длины волны света.
Комплексная амплитудная отражательная способность эталона Жире — Турнуа определяется формулой
{\displaystyle r=-{\frac {r_{1}-e^{-i\delta }}{1-r_{1}e^{-i\delta }}}}
где r 1 — комплексная амплитуда отражательной волны от первой поверхности,
{\displaystyle \delta ={\frac {4\pi }{\lambda }}nt\cos \theta _{t}}
n — показатель преломления пластины
t — толщина пластины
θ t — угол преломления света внутри пластины
λ — длина волны света в вакууме.

## Нелинейный эффективный фазовый сдвиг

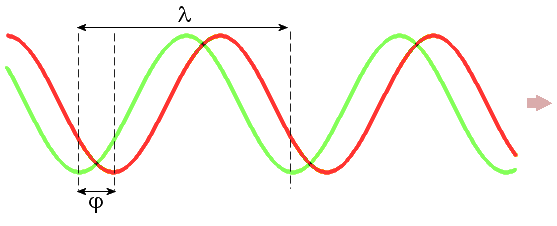
Нелинейный фазовый сдвиг Φ как функция δ для различных значений R : (a) R = 0, (b) R = 0,1, (c) R = 0,5 и (d) R = 0,9.

Предположим, что {\displaystyle r_{1}} это реальна, затем {\displaystyle |r|=1}, независимо от {\displaystyle \delta }. Это указывает на то, что вся падающая энергия отражается, а интенсивность однородна. Однако многократное отражение вызывает нелинейный сдвиг фазы {\displaystyle \Phi } ,
Чтобы показать этот эффект, мы предполагаем {\displaystyle r_{1}} реально и {\displaystyle r_{1}={\sqrt {R}}}, где {\displaystyle R} является отражательной способностью первой поверхности. Определим эффективный фазовый сдвиг {\displaystyle \Phi } через
{\displaystyle r=e^{i\Phi }.}
Получаем выражение
{\displaystyle \tan \left({\frac {\Phi }{2}}\right)=-{\frac {1+{\sqrt {R}}}{1-{\sqrt {R}}}}\tan \left({\frac {\delta }{2}}\right)}

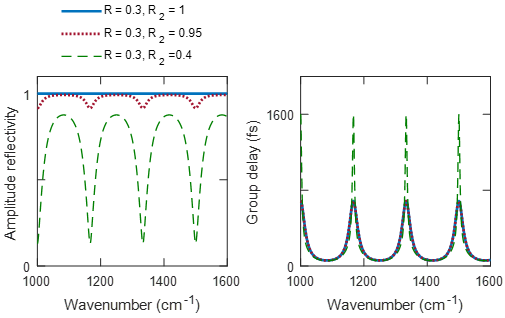
Амплитудная отражательная способность и групповая задержка, вызванные интерферометром Жире-Турнуа, с интенсивностью отражательной способности первой поверхности = 0,3, а у второй поверхности = 1, то есть как для идеального отражателя (синяя линия). В этом случае амплитудная отражательная способность равна единице для всех частот, а резонансное поведение интерферометра наблюдается только в сообщенной групповой задержке. В качестве становится меньше 1 (красная и зелёная линии), например, из-за потерь на отражателе интерферометр Жире-Турнуа начинает вести себя как эталон Фабри-Перо. Другие параметры расчета = 30 мкм, = 1 и = 0.

Для R = 0 отсутствие отражения от первой поверхности и результирующий нелинейный сдвиг фазы равны изменению фазы в обоих направлениях ({\displaystyle \Phi =\delta }) — линейный отклик. Однако, при увеличении R нелинейный сдвиг фазы {\displaystyle \Phi } дает нелинейный отклик на {\displaystyle \delta } и показывает пошаговое поведение. Эталон Жире-Турнуа применяется для сжатия лазерных импульсов и нелинейного интерферометра Майкельсона .
Эталоны Жире-Турнуа тесно связаны с эталонами Фабри-Перо. Это можно увидеть, изучив полную отражательную способность эталона Жире-Турнуа, когда отражательная способность его второй поверхности становится меньше 1. В этих условиях равенство {\displaystyle |r|=1} больше не наблюдается: отражательная способность начинает проявлять резонансное поведение, характерное для эталонов Фабри-Перо.